# Zollikoferia resedifolia
Zollikoferia resedifolia là một loài thực vật có hoa trong họ Cúc. Loài này được Coss. miêu tả khoa học đầu tiên.